# Mine de Daunia
 (janvier 2017).
La mine de Daunia est une mine à ciel ouvert de charbon située dans le bassin minier de Bowen dans le Queensland en Australie. Sa construction a commencé en 2011, alors que sa production a démarré en 2013. Elle appartient à BHP Billiton Mitsubishi Alliance, une coentreprise entre BHP Billiton et Mitsubishi. La construction a nécessité un investissement de 1,4 milliard de dollars. Elle a une capacité de production d'environ 4,5 millions de tonnes par an. Son gisement a lui une capacité comprise entre 145 et 157 millions de tonnes. La mine emploie environ 450 personnes.